# Büchenberg und Platzberg bei Hesperinghausen
Büchenberg und Platzberg bei Hesperinghausen este o arie protejată (arie specială de conservare — SAC, sit de importanță comunitară — SCI) din Germania întinsă pe o suprafață de 41,95 ha, integral pe uscat.

## Localizare
Centrul sitului Büchenberg und Platzberg bei Hesperinghausen este situat la coordonatele 51°29′26″N 8°54′20″E / 51.4906°N 8.9056°E.

## Înființare
Situl Büchenberg und Platzberg bei Hesperinghausen a fost declarat sit de importanță comunitară în aprilie 1999 pentru a proteja 6 specii de animale. Situl a fost protejat și ca arie specială de conservare în martie 2008.

## Biodiversitate
Situată în ecoregiunea continentală, aria protejată conține 4 habitate naturale: Pajiști carstice calcaroase sau bazofile, de Alysso-Sedion albi, Pajiști uscate seminaturale și facies de acoperire cu tufișuri pe substraturi calcaroase (Festuco-Brometalia) (* situri importante pentru orhidee), Grohotișuri medio-europene calcaroase, de la nivel colinar și montan, Pante stâncoase calcaroase cu vegetație casmofită.
La baza desemnării sitului se află mai multe specii protejate de  păsări (6): buha (Bubo bubo), sfrâncioc roșiatic (Lanius collurio), gaia roșie (Milvus milvus), viespar (Pernis apivorus), ciocănitoare verzuie (Picus canus), sturz (Turdus pilaris).
Pe lângă speciile protejate, pe teritoriul sitului au mai fost identificate 11 specii de plante, 10 specii de nevertebrate.